# Саттаров, Айвар Гумарович
Айвар Гумарович Саттаров (тат. Айвар Гомәр улы Саттаров; род. 5 мая 1956, Тобольск, Тюменская область, РСФСР, СССР) — советский и российский татарский архитектор и художник. Лауреат Государственной премии Республики Татарстан имени Габдуллы Тукая (2012).

## Биография
Айвар Гумарович Саттаров родился 5 мая 1956 года в Тобольске Тюменской области. Из семьи Альфии и Гумара Саттаровых, филолога, сотрудника Тобольского педагогического института, затем Казанского государственного университета. Сестра — Ляля.
Вырос в деревне Молвино Зеленодольского района. В 1973 году поступил на архитектурный факультет Казанского инженерно-строительного института, а в 1975 году за успехи в учёбе был переведён в Московский архитектурный институт, который окончил в 1979 году по специальности «архитектура». В 1979—1982 годах работал ассистентом кафедры архитектурного проектирования КИСИ. В 1982 году поступил в аспирантуру кафедры жилых и общественных зданий МАРХИ, которую окончил в 1985 году, защитив диссертацию «Формирование архитектуры временных сборно-разборных зданий и сооружений торгово-бытового обслуживания» и получив учёную степень кандидата архитектуры.
В 1985 году поступил ассистентом на кафедру теории и истории архитектуры КИСИ, а в 1990 году получил учёное звание доцента. В 1990—1991 годах стажировался на архитектурном факультете Римского университета «La Sapienza».
Один из моих итальянских друзей назвал меня pazzo innammorato in Italia – сумасшедшим, влюбленным в Италию. Пожалуй, это так и есть. Мне кажется, что в эту страну нельзя не влюбиться — в её разнообразную по красоте природу, в ее архитектуру, которая во все времена строилась удивительно гармонично этой природе, в самих итальянцев, которые как никто другие, живя среди этой красоты природной и рукотворной, способны ценить и творить красоту.Айвар Саттаров.

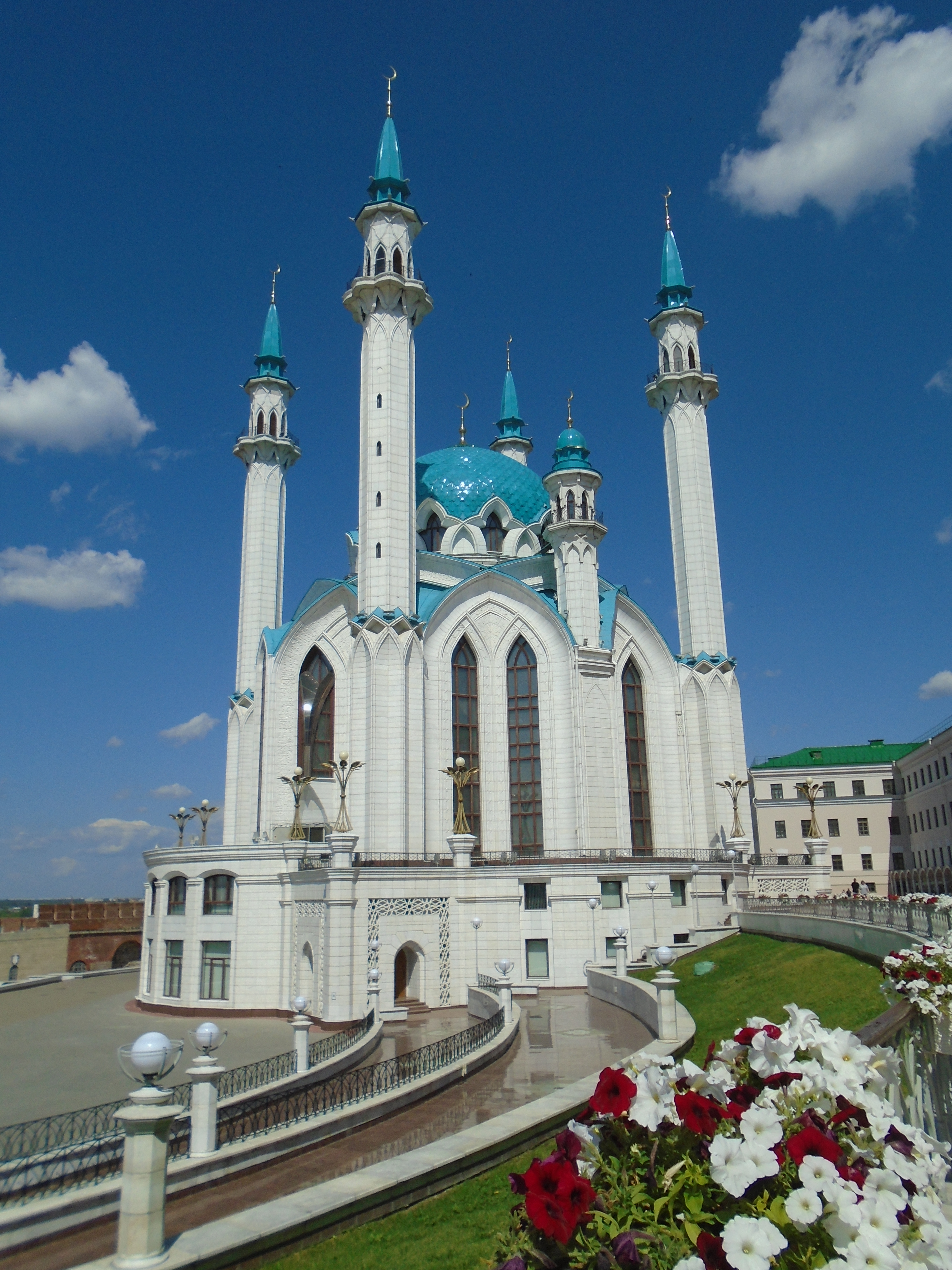
Мечеть «Кул-Шариф», 2023 год

В 1991—2000 годах являлся доцентом кафедры теории, истории и национальных проблем архитектуры, а в 2000—2005 годах — заведующим данной кафедрой. Участвовал в создании кафедры реставрации и реконструкции архитектурного наследия КИСИ-КГАСУ, а в 2005—2010 годах был её заведующим. В научной работе специализируется на истории архитектуры Среднего Поволжья, а также на формировании национального своеобразия в современной архитектуре Татарстана, в частности культовых сооружений. Является автором более 50 научных статей, а также учебного пособия «История архитектуры», вышедшего в 1998 году. Член Союза архитекторов СССР и ТАССР (с 1989 года), Союза художников Республики Татарстан (с 2000 года).
Активно работает в области религиозной архитектуры, в частности является автором проектов более десятка мечетей. В 1996—2005 годах был реализован первый проект мечети Саттарова, разработанный в его архитектурном бюро, а именно — «Кул-Шариф». В числе других проектов Саттарова мечети — «Гадель», «Ахмадзаки», «Ярдэм», «Иман Нуры» (Казань), «Джамиг» (Набережные Челны), «Мадина» (Шапши, Высокогорский район), в селе Шингальчи (Нижнекамский район), «Суфия» (Кантюковка, Башкортостан), «Нур Гасыр», Центральная (Актобе, Казахстан). Проекты соборных мечетей в Москве и Батуми (Грузия) не были реализованы. Также является автором нескольких проектов Казанской соборной мечети, к чему шёл долгие годы. Так, в 2022 году один из проектов Саттарова под названием «Ковчег» победил в международном конкурсе, однако решение по его реализации не было принято и строить начали по другому проекту.
Мечеть Кул Шариф в Казанском кремле — моя самая сложная работа. Здесь все было впервые, и не только для меня — в постсоветском пространстве до этого не было построено ни одной соборной мечети. Приходилось решать сложные проектные задачи, искать индивидуальный, неповторимый и современный образ мечети, разрабатывать правильное градостроительное решение в историческом окружении Казанского кремля. Композиционно-планировочное решение должно было отвечать современным нормам проектирования и традиционным канонам исламского культового сооружения. Работа над этим проектом заняла восемь лет, но спустя годы, когда я вижу воссозданную мечеть Кул Шариф, мне не стыдно перед людьми за свою работу.Айвар Саттаров.

## Награды

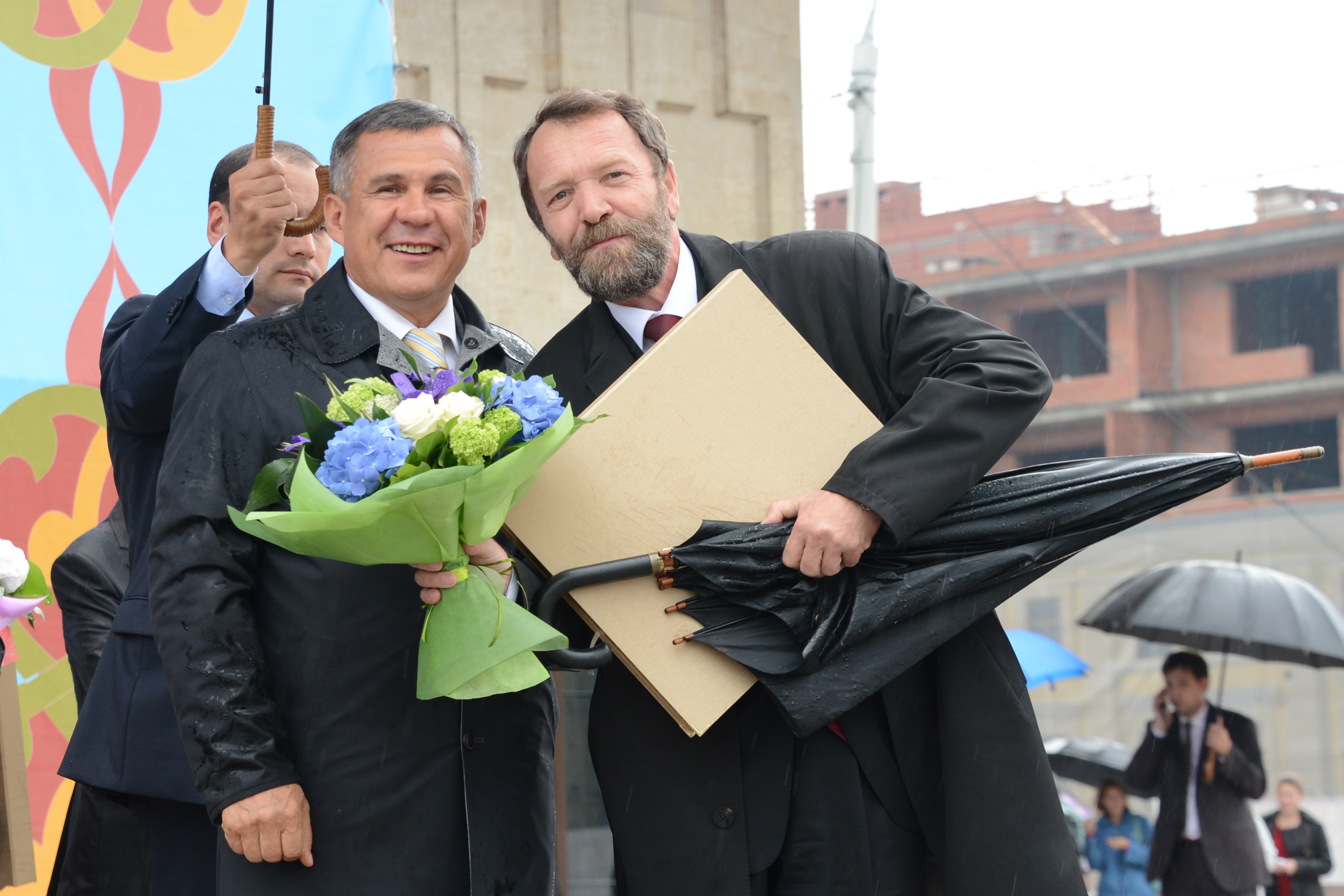
На вручении премии Тукая, 2012 год

- Государственная премия Республики Татарстан имени Габдуллы Тукая (25 апреля 2012 года) — за создание архитектурного комплекса «Мечеть Кул Шариф»[29]. Вручена президентом Республики Татарстан Р. Миннихановым на церемонии на площади перед Татарским государственным академическим театром имени Г. Камала[30].
- Почётное звание «Заслуженный архитектор Республики Татарстан[тат.]» (2006 год) — за заслуги в области архитектуры, значительный вклад в проектирование ансамбля мечети Кул Шариф Казанского Кремля[31].
- Медаль «За служение народу» Духовного управления мусульман Республики Татарстан (2009 год)[32].
- Орден «Достык» II степени (Казахстан, 2008 год)[33].

## Личная жизнь
Жена — Рашида Саттарова, которая занимается оформлением интерьеров мусульманских культовых сооружений. Есть дочь Регина.